# Satrup
Satrup este o comună din landul Schleswig-Holstein, Germania.